# Jeras
Jeras je priimek v Sloveniji, ki ga je po podatkih Statističnega urada Republike Slovenije na dan 1. januarja 2010 uporabljalo 363 oseb.

## Znani nosilci priimka
- Egidij Jeras (1899—1975), tovarnar
- Ernest Jeras (1881—1952), zadružni publicist, železniški inšpektor
- France Jeras (1931—2010), novinar, gospodarski komentator, čebelar, smučar
- Irena Jeras Dimovska (*1960), slikarka, restavratorka, konservatorka
- Jernej Jeras, atlet
- Josip Jeras (1891—1967), politični delavec (Sokol, OF)
- Jože Jeras (1920—2013), zdravnik pediater
- Lidija Andolšek-Jeras (1929—2003), zdravnica ginekologinja, akademičarka
- Marija Jeras (1921—2000), partitzanska zdravnica
- Matjaž Jeras (*1958), profesor farmacije (FFA UL)
- Metod Jeras (1930—1996), baletni plesalec in koreograf
- Primož Jeras, lučkar
- Sidonija Jeras (1894—1970), prevajalka, lektorica francoščine
- Zdravko Jeras, specialni šolnik (direktor Zavoda Janez Levec)